# داريوس (مغني)
آلان أليخاندرو مالدونادو تاميز (24 سبتمبر 1984) هو مغني راب مكسيكي اشتهر باسمه المسرحي داريوس (إم سي داريوس سابقًا). اشتهر بتشكيله جزءًا من مجموعة الهيب هوب كارتل دي سانتا من 1999 إلى 2013. كان مقطع الفيديو والأغنية "Me Alegro de Su Odio" آخر أغنية قام بها مع كارتل دي سانتا. 